# Високофруктозни кукурузни сируп
Високофруктозни кукурузни сируп (енгл. High Fructose Corn Syrup, HFCS) је кукурузни сируп који је прошао ензимски процес претварања дела своје глукозе у фруктозу да би се добила жељена слаткоћа. Због ниже цене у односу на шећер високофруктозни кукурузни сируп је у САД најчешће коришћен заслађивач у производњи хране и пића. Највише се додаје у хлеб, месне прерађевине, јогурт, газирана пића, супе, кечап, мајонез, сенф .... Назив високофруктозни кукурузни сируп (HFCS) уобичајен је у САД, док се у Европи, укључујући Србију, овај заслађивач назива глукозно-фруктозни сируп (ако садржи више глукозе него фруктозе) или фруктозно-глукозни сируп (ако садржи више фруктозе).
Сируп садржи 24% воде а остало су шећери. Најчешће коришћене варијанте сирупа су: HFCS 55 (за газирана пића) са приближно 55% фруктозе и 42% глукозе, HFCS 42 (за храну) са приближно 42% фруктозе и 53% глукозе и HFCS-90 са приближно 90% фруктозе и 10% глукозе, користи се у малим количинама за специјалну примену и за мешање са HFCS 42 да би се добио HFCS 55.